# Muaro Kalaban
Muaro Kalaban is een bestuurslaag in het regentschap Sawah Lunto van de provincie West-Sumatra, Indonesië. Muaro Kalaban telt 4824 inwoners (volkstelling 2010).